# Nicolaas Bastert
Nicolaas Bastert (Maarssen, 1854 – Loenen aan de Vecht, 1939) fou un pintor neerlandès del segle xix, especialitzat en paisatgisme.

## Biografia
Segons l'RKD, fou alumne d'August Allebé, Marinus Heijl, Petrus Josephus Lutgers i Charles Verlat a la Rijksakademie van beeldende kunsten a Amsterdam. Va estudiar a la Koninklijke Academie voor Schone Kunsten d'Anvers el 1879 i més o menys en aquella data esdevingué membre d'Arti et Amicitiae a Amsterdam i de l'Hollandsche Teekenmaatschappij. Els seus alumnes foren Constantia Arnolda Balwé, Leo Kurpershoek, Marie van Regteren Altena i Eva Emmelina Seelig.